# Connachtach
Connachtach (mort en 802) ecclésiastique irlandais qui fut abbé d'Iona de 801 à 802.

## Biographie
Connachtach succède à Bressal mac Ségéne comme abbé. Son très bref abbatiat est marqué par l'incendie et le pillage de l'abbaye d'Iona par les vikings en 802 . Les Annales des quatre maitres le décrivent comme un scribe distingué ce qui suggère qu'il est peut-être l'auteur du Livre de Kells qui est terminé par la communauté colombanienne à cette époque. Il  comme successeur Cellach mac Congaile et sa fête est fixée avec peu de certitude au 10 mai.

## Article lié
- Abbaye d'Iona

## Liens
- Notice dans un dictionnaire ou une encyclopédie généraliste :   - Oxford Dictionary of National Biography